# Luis Padilla Guevara
Luis Padilla Guevara (Guayaquil, 15 de marzo de 1952) es un compositor, escritor y abogado ecuatoriano. Ha compuesto varias canciones famosas en homenaje a la identidad guayaquileña, entre las que destacan Guayaquil vive por ti y Yo soy Juan Pueblo. También es recordado por el tema La Pinta, la Niña y la Santa María, con el que Ecuador obtuvo el segundo lugar en la edición de 1985 del Festival OTI de la Canción.
En su faceta de abogado se especializó en propiedad intelectual y se mostró como un acérrimo crítico de la piratería.

## Trayectoria musical
Escribió su primera canción a los cinco años, la misma que llevó como título La mosca bizca y el pato chino. Durante sus años de estudio en la Escuela San José La Salle participó en la banda de guerra.
En la década de los 70 escribió varios éxitos para los cantantes Hilda Murillo, Darwin Regalado y Jinsop, entre ellas las canciones Yo esperaré tú cambiarás, Que yo te quiero murmura el viento y Estrellita solitaria.
Temas de su autoría ganaron en tres ocasiones distintas el primer lugar en el capítulo local del Festival OTI de la Canción. El primero de ellos fue Sonreír cuando quiero llorar en 1977, interpretado por la cantante Marielisa. La segunda vez fue en 1985 con el tema La Pinta, la Niña y la Santa María, interpretado por Jesús Fichamba, y con el que Ecuador obtuvo el segundo lugar en la edición internacional del certamen, desarrollada en Sevilla. El tercer tema con el que ganó la edición local del certamen fue Mi campesina (1989), interpretado por los Hermanos Miño Naranjo.
En 1992 empezó a trabajar con la Municipalidad de Guayaquil, cuando el entonces alcalde de la ciudad, León Febres-Cordero Ribadeneyra, buscaba iniciar una campaña publicitaria para darle una nueva imagen a la urbe. Como parte de esta colaboración creó los temas Guayaquil vive por ti y Yo soy Juan Pueblo, que fueron incluidos en el álbum Famosas canciones del nuevo Guayaquil. Otras canciones que ha realizado para el municipio de la ciudad son Me quedo en Guayaquil y Mi cumbia guayaquileña. También ha creado coreografías y escenografías sobre temáticas históricas de la ciudad.
Décadas después de la presentación de La Pinta, la Niña y la Santa María en Sevilla, el músico Gustavo Pacheco declaró públicamente ser coautor de la obra. Padilla rechazó las afirmaciones y aseveró que Pacheco solo había sido el arreglista de la canción y que eso no lo convertía en coautor. También afirmó que el Instituto Ecuatoriano de Propiedad Intelectual lo había nombrado como único autor de la obra en dos decisiones distintas: una en febrero de 2010 y otra en mayo de 2012.